# Boesmanland

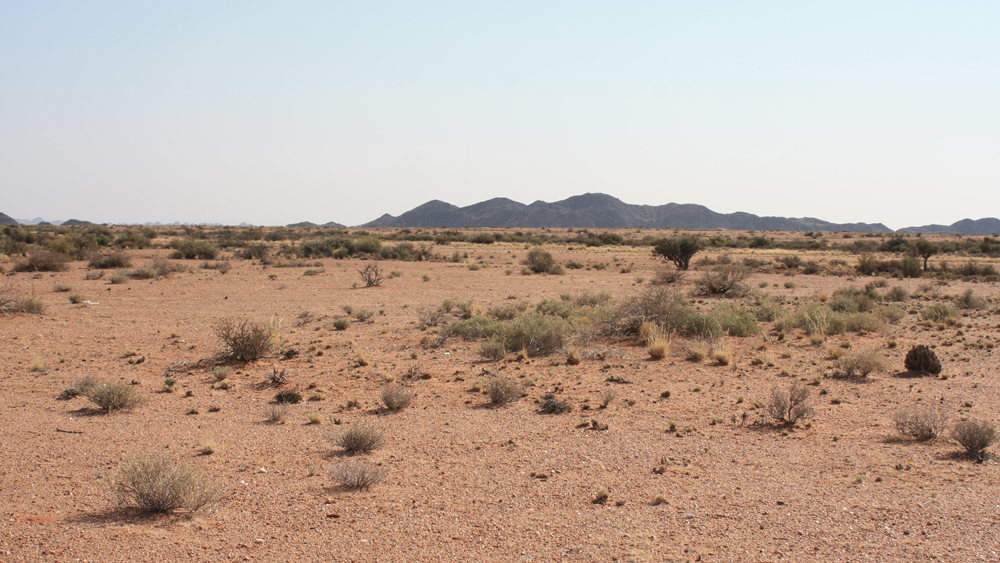
Boesmanland

Boesmanland is een streek in de Zuid-Afrikaanse provincie Noord-Kaap. Het is gelegen vanaf Calvinia in het zuiden tot bij de Oranjerivier in het noorden en oosten. De westgrens wordt gevormd door Namakwaland. De Sishen-Saldanha Spoorlijn gaat door het Boesmanland. In Boesmanland zijn gelegen de dorpen Pofadder en Aggeneys en gehuchten zoals Namies en Bosluispan. Het landschap van Boesmanland bestaat uit uitgebreide vlakten die onderbroken worden door inselbergen, zoals de "Gamsberg".
De naam van de streek is afgeleid van de bewoners die er al van oudsher en nog steeds wonen, namelijk de Bosjesmannen (Afrikaans: Boesman).
Vaalputs, een opslagplaats van nucleair afval, is gelegen tussen Boesmanland en Namakwaland, en treedt de facto op als natuurbeschermer. 

## Klimaat
Boesmanland is een dor en droog gebied gelegen naast Namakwaland. Het is hoogstwaarschijnlijk de meest onherbergzame streek in Zuid-Afrika, dor en grotendeels met een onvruchtbare grond en met grondwater met hoog zoutgehalte. 
De flora en fauna, hoewel schaars, zijn van groot belang. Hoewel het veld te dor is om te bloeien zoals dat van de westkust van Namakwaland, zelfs niet wanneer er sprake is van enige lenteregenval, is wat opkomt hoogst ongebruikelijk en vaak van een adembenemende schoonheid.